# Cine paralelo soviético
Cine paralelo es un movimiento underground en el cine soviético nacido en la década de los años 1970-80. Fue formado como oposición a los cánones tanto del arte oficial como del cine de autor.
Los vertientes principales del estilo del cine paralelo soviético fueron lo apolítico, la atención a la perversidad, a la violencia sin motivo, la muerte, rechazo a lo bello, a la imagen construida, la independencia total de las estructuras oficiales.

## La historia de creación del movimiento
Con la llegada de Stalin al poder se desapareció la libertad de expresión que había en los trabajos de Eisenstein y Dziga Vertov. Desde entonces en el cine soviético se estableció y se mantuvo durante 60 años la época del realismo soviético aprobado por la censura. Esta época de la estagnación de género en el cine soviético provocó el nacimiento de nuevo género de protesta, de ultravanguardia que recibió el nombre “el cine paralelo”. Necro-realismo fue uno de los movimientos dentro de este género. Eyvgeny Yufit formaba parte de este último movimiento. En sus trabajos aparecen los cadáveres haciendo el sexo y después comiendo los sesos uno del otro y etc. Estos ensayos denunciaban de una manera metafórica las realidades de la Unión Soviética.
En el 1987 se publicó el primer número de la revista “Cine Fantom”, su único autor fue Igor Aleinikov. Los primeros cinco números fueron realizados con la implicación de la técnica mixta, collage y los textos impresos, pero desde el sexto número la revista contenía solo textos.  No había más de 30 ejemplares de la revista. La revista fue dedicada al cine paralelo y a la nueva crítica, tomaron la revista “Cahiers du Cinema” de ejemplo. El último número de la revista fue publicado en el 1990. 
En el mismo 1987 se inauguró en Moscú el primer festival del cine paralelo “Cine Fantom Fest 87”. Dentro del marco de este festival en el centro cultural Kurchatov y en el Centro Cinematográfico proyectaron las películas de Gleb y Igor Aleinikov, Boris Yukhananov, Petr Pospelov y otros directores. La siguiente edición del festival fue organizada por Sergei Dobrotvorski dos años después en Leningrado. Al final de los 90ta Gleb Aleinikov organiza dos ediciones más del festival pero estos ya se convierten en los eventos profundamente marginales. 
En mayo del 1988 Alexandr Sokurov crea Escuela de Cine donde los cineastas “paralelos” marginados tuvieron la posibilidad del crecimiento profesional rodando con la cámara de cine, cámara de video y haciendo la edición del material documental ajeno. Aceptaron 7 alumnos, en un mes quedaron 5. Más tarde Alexandr Sokurov consideró el nivel de los “paralelshik” insuficiente y cerró la Escuela. Sin embargo, uno de los alumnos Sergei Vinokurov hizo dos películas ya después del cierre de la escuela. Evgenii Yufit siguió trabajando en el cine de ficción. 
El primer trabajo de los “paralelshiki” fue la película “Aquí había alguien” realizado por los hermanos Aleinikov en el estudio de cine “Mosfilm” que se estrenó en el 1989. En el 1990 Evgeni Yufit lleva al cabo la “Caballeros del ciel” en “Lenfilm” y se estrena “El paso de compañero Tchkalov sobre el Polo Norte” de Maksim Pezhemski. En el 1992 se estrena “Los traktoristas” de los hermanos Aleinikov.  Después de esta película las colaboraciones de los “paralelshik” con los estudios del cine estatales se acabaron.
En el 1994 Igor Aleinikov murió con su esposa en un accidente de avión.